# ヨハン・ヴァン・ベートーヴェン
ヨハン・ヴァン・ベートーヴェン（Johann van Beethoven 1739年または1740年 - 1792年12月18日）は、ドイツの音楽家、教育者。また声楽家としてボンに邸宅を持っていたケルン大司教の教会で歌っていた。作曲家のルートヴィヒ・ヴァン・ベートーヴェンの父親。

## 生涯
ベートーヴェンはボンに生まれた。両親はマリア・ヨーゼファ・バール（1733年結婚）とローデヴィック（Lodewyck）またはルートヴィヒ（Ludwig）・ヴァン・ベートーヴェンであった。ルートヴィヒはおそらく現在のベルギー、フランドルに位置するメヘレンの出身であると思われ、メヘレン内外の複数の地域で音楽家として働いていた。その後、1733年にケルン選帝侯クレメンス・アウグスト・フォン・バイエルンに仕える音楽家としてボンに落ち着き、1761年にはカペルマイスターに登り詰めている。同じく音楽の才能を示したヨハンも1764年にまず声楽家として宮廷入りした。彼は歌唱のみならず、ヴァイオリンやツィターを弾きこなし、さらにハープシコードやクラヴィコードなどの当時の鍵盤楽器にも精通し指導を行った。
妻となるマリア・マグダレーナ・ケフェリヒ（1746年 - 1787年）とは、エーレンブライトシュタイン要塞への旅行中に出会ったものと思われる。マリアはその地でトリーア大司教の料理長を務めた人物の娘であり、彼女の一家はボンの宮廷管弦楽団ともつながりを持っていた。19歳にして既に未亡人となっていたマリアは、1767年11月12日にボンの聖レミギウス・カトリック教会でヨハンと結婚する。2人の間の最初の子どもであるルートヴィヒ・マリアは1769年4月のはじめに生まれたが、数日のうちにこの世を去った。おそらく1770年12月16日、2人目の子どもが誕生し翌日にルートヴィヒとして受洗した。彼らの子どもで成人したのは他にカール（1774年-1815年）とヨハン（1776年 - 1848年）の2人であった。
ルートヴィヒの才能に気付いたヨハンは、息子の最初の指導者となった。息子の演奏のこととなると、ヨハンは極めて粗暴な性格になったとされる。ルートヴィヒが少しでも不出来な演奏をしようものなら、ヨハンは一家の恥だと激しく罵った。1787年にマリアが死去して、家族がますます若いルートヴィヒ頼みになる頃には、以前からアルコール依存症に陥っていたヨハンの状態は一層悪化していた。1789年、18歳のルートヴィヒには、家族の支えとするために、ヨハンの給料の半額が彼に引き渡されるという決定が下された。
ヨハンはルートヴィヒがハイドンに学ぶためにウィーンへと発って間もなくの1792年、ボンで没した。享年52か53。選帝侯マクシミリアン・フランツは友人に宛てて次のような皮肉を書き送っている。「ベートーヴェンが死んだことで酒税からの歳入減に悩まされている」

## 家系
ヨハンはフランドル系で、母はドイツ人であり、その父のルートヴィヒがベートーヴェン家で最後の純血フランドル人であった。彼に近い先祖の大半はドイツ語圏ラインラントや神聖ローマ帝国のプファルツ選帝侯領出身である。
ナチスはベートーヴェン家の出自にとりわけ関心を示した。「ベートーヴェンの出自が人種的、国籍的に非ドイツ的な色合いを帯びた疑いのないことを確認すると（彼の祖先がフランドル人であったという証拠は数々の論文によって否定された）、ナチスのプロパガンダや文化機関の重役たちは彼の作品をドイツとアーリア人の強靭さの神髄として奨励するようになったのである。」
ヨハンの息子のうち、有名なルートヴィヒは生涯未婚のままであったが、次男のカスパール・アントン・カールは子どもを儲け、その子孫も健在である（カール・ヴァン・ベートーヴェン）。しかし、現在存命であるカールの子孫のなかで、ベートーヴェンの名前を受け継ぐ者はいない。最後はカール・ユリウス・マリア・ヴァン・ベートーヴェン（1870年5月8日生まれ）で、彼は息子に恵まれぬまま1917年12月10日に他界した。